# 功能主義與蓄意主義的爭論
功能主義與蓄意主義的爭論是史學史上關於猶太人大屠殺肇端的辯論，同時論及一些關於納粹德國(第三帝國) 的政策。辯論的中心本質上環繞兩個問題：
- 究竟希特拉有沒有大舉屠殺猶太人的整體藍圖？蓄意主義認為他有計劃，功能主義則認為沒有。
- 猶太人大屠殺是基於希特拉的命令，還是由德國的官僚引起？蓄意主義認為是基於希特拉的命令，功能主義認為是禍首是德國的基層官僚。

英國的馬克思主義歷史學家蒂莫西·梅森在1981年討論相關問題的論文中，首次使用了功能主義和蓄意主義這兩個辭彙。著名的功能主義者包括劳尔·希尔伯格、克里斯托弗·布朗宁、马丁·布罗萨特、汉斯·莫姆森、和齐格蒙·鲍曼。著名的蓄意主義者則包括安德烈亚斯·希尔格鲁贝尔、卡尔·迪特里希·布拉赫、克劳斯·希尔德布兰特、埃伯哈德·耶克尔、理查德·布赖特曼和露西·达维多维茨。
值得注意的是，雙方都沒有爭論猶太人大屠殺的真實性，或是希特拉煽動反猶太主義，導致猶太人大屠殺發生。所以功能主義和蓄意主義之間的辯論，被認為是純學術爭論。他們與猶太人大屠殺否認論不同，後者認為猶太人大屠殺是野史。

## 辯論的起源
「猶太人大屠殺的起源」研究在第二次世界大戰結束後開始。在紐倫堡審判（1945-46），「猶太人問題最後定案」被起訴為納粹黨領袖的長遠計劃，甚至可追溯到1919年納粹黨創立的時候。随後大多數歷史學家贊成這項論調，但在今時今日被認為是極端蓄意主義。1960年代，随着The Hitler State（1969），Twisted Road to Auschwitz（1970）等書的出版，某些歷史學家開始挑戰既往的觀點，認為希特拉沒有策劃猶太人大屠殺的總體大綱。
1970年代，蓄意主義支持者被稱作「通向奧斯威辛集中營之直路」陣營（the straight road to Auschwitz），因為他們堅持希特拉執行了一個計劃。功能主義支持者則被稱作「通向奧斯威辛集中營之彎路」陣營 （the twisted road to Auschwitz）或是結構主義者。因為他們堅持是第三帝國的內部權力結構引致猶太人大屠殺。
1981年，英國歷史學家蒂莫西·梅森出版了題為「蓄意與解釋」（Intention and Explanation）的論文，意在攻擊卡尔·迪特里希·布拉赫和克劳斯·希尔德布兰特的觀點。在論文中，梅森稱「通向奥許維次集中營之彎路」陣營為功能主義者，「通向奥許維次集中營之直路」陣營為蓄意主義者。從此便以功能主義和蓄意主義取代舊稱。

## 蓄意主義
蓄意主義者認為猶大人大屠殺是預先計劃好的。希特拉在《我的奮鬥》中表示他既是思想家同時也是實幹者，想出在奪權後會如何對待猶太人的藍圖。1919年，當希特拉還在軍隊的時候就已寫了一封信定義他怎樣去理解「理性的反猶太主義」(rational anti-semitism) 他表示首先要做的是有計劃地移除猶太人所有的法定權利。之後就是徹底滅絕。之後他又在納粹黨辦的報紙撰文，建議要將「病毒」封鎖在「集中營」以保護德國人遠離猶太人威脅。
蓄意主義者又相信大眾反猶太主義在1935年夏天升溫，是基於納粹黨領袖的搧動。納粹思想家Nicolai在1931-32年計劃納粹德國的未來憲法，最先想到的就是只能讓擁有純正德國血統的人才可成為德國公民。

### 極端蓄意主義論調
極端蓄意主義者相信希特拉明確地在1924年或以後，組織猶太人大屠殺計劃。达维多维茨爭辯希特拉早已在不遲於1919年部署猶太人大屠殺。為支持他的觀點，达维多维茨指出好些希特拉反猶太主義的聲明。
批判主義認為那些反猶太主義聲明中，沒有提到要殺死所有猶太裔人，只有很少涉及要殺害全部猶太人。在《我的奮鬥》 中唯一一次提及要殺死猶太人，是說如果在第一次世界大戰中，12,000至15,000名猶太人代替德國士兵被毒氣毒死，那麼在「在前線上百萬的犧牲就不會是徒勞無功」(the sacrifice of millions at the front would not have been in vain)《我的奮鬥》全長694頁，达维多维茨的批評者認為她是在一句句子上大做文章。

### 温和蓄意主義論調
温和派蓄意主義者例如Richard Breitman相信希特拉計劃猶太人大屠殺是在1930年代末，不遲於1939或1941。這派學說非常強調希特拉在1939年1月30日國會發表的「預言演講」，希特拉曾說如果「猶太裔財政家」發動另一場世界大戰，那麼「…結果將會是所有在歐洲的猶太裔人被滅絕。」據Yehuda Bauer所指，這論題的最大毛病是將希特拉推向種族滅絕，但希特拉在發表了演說後並沒有落實行動。此外，Ian Kershaw指出1941年末，国民教育与宣传部部長约瑟夫·戈培尔的日記手帳寫道「元首的預言朝最可怕的方向實現了」。普遍認為戈培尔對於希特拉真的會認真執行「預言演講」內容感到十分驚訝。

## 極端功能主義論調
極端功能主義者例如Götz Aly相信納粹領袖沒有發起猶太人大屠殺，大部份發起者來自低階的德國官員。Aly找出很多來自在波蘭的德國官僚的文件，討論波蘭的人口要降低25%來達到經濟增長。批判者指這無法解釋，如果納粹黨真的關心波蘭，為甚麼要將猶太人從法國和荷蘭驅逐出境，送到波蘭的滅絕收容所。還有，為甚麽波蘭的猶太人剛好被抽中作為多出的25%人口。

## 温和功能主義論調
温和功能主義者，例如克里斯托弗·布朗宁相信不穩定的納粹黨權力之間的較量，為猶太人大屠殺提供了溫床。他們認為納粹黨目的是想將猶太人趕出歐洲，但計劃失敗只好採取種族滅絕這個手段。